# Thomas Hewet
Thomas Hewet (9 de septiembre de 1656 – 9 de abril de 1726) fue un terrateniente y arquitecto inglés.
Era hijo de William Hewet de Shireoaks Hall, Nottinghamshire y estudió en la escuela de Shrewsbury y en Christ Church, Oxford, matriculándose en 1676. Luego pasó varios años viajando por el continente europeo. Heredó las propiedades de su padre, incluyendo Shireoaks, siendo un niño en 1660 y, finalmente, tomó posesión de ellas en 1689.

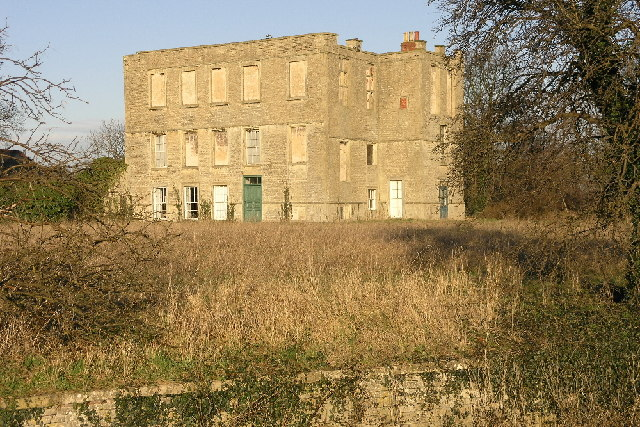
Shireoaks Hall

Se convirtió en arquitecto y consiguió algunos valiosos clientes. Construyó una biblioteca en Piccadilly para Charles Spencer, 3.er conde de Sunderland y aconsejó a Thomas Parker, 1.er conde de Macclesfield en la restauración del castillo de Shirburn, en Oxfordshire.  Sunderland le recomendó en 1719 para el cargo de Surveyor of the King's Works (Inspector de Obras del Rey) con sede en la Torre de Londres, tarea que desempeñó hasta 1726. También había sido nombrado surveyor-general of Woods (inspector general de Bosques) entre 1701 y 1714. Fue nombrado caballero en 1719 y elegido Fellow of the Royal Society en 1721.
En su casa familiar de Shireoaks Hall llevó a cabo importantes renovaciones y mejoras, remodelando la parte delantera, añadiendo un ala y creando  avenidas y un jardín de agua. las obras no estaban del todo completas a su muerte, pero legó fondos para su realización.
Murió en 1726 y fue enterrado en la iglesia local en Gales, Yorkshire.  Se había casado con Frances Betenson, la hija de Richard Betenson en 1689 en Ginebra. Se dice que Sir Thomas dejó su patrimonio a su ahijado John Thorlaugh de Osberton porque su única hija se había fugado con un adivino.